# Tataresi
Tataresi ist eine osttimoresische Aldeia im Suco Bereleu (Verwaltungsamt Lequidoe, Gemeinde Aileu). 2015 lebten in der Aldeia 243 Menschen.

## Geographie
Die Aldeia Tataresi liegt im Norden des Sucos Bereleu. Westlich befindet sich Aldeia Bereleu, nordwestlich die Aldeia Lebumetan, nördlich und östlich die Aldeia Lebutu und südlich die Aldeia Riamori. Der Pahikele, ein Nebenfluss des Nördlichen Laclós durchquert Tataresi.
Die Hauptstraße des Sucos Bereleu bildet zunächst grob die Grenze zu den Aldeias Lebumetan und Lebutu, bevor sich Lebutu weiter nach Süden ausdehnt. An der Straße liegen die Orte Lebumetan, Lebutu und Berkate. Südlich der Straße gehören die Gebäude zu Tataresi. Berkate dehnt sich weiter nach Süden aus.